# 1815 na ciência

## Nascimentos
| Data          | Nome             | Profissão  | Nacionalidade    | Observações                                                               | Ref         |
| ------------- | ---------------- | ---------- | ---------------- | ------------------------------------------------------------------------- | ----------- |
| 31 de outubro | Karl Weierstrass | matemático | Reino da Prússia | m. 1897 Medalha Cothenius 1887 Medalha Helmholtz 1892 Medalha Copley 1895 | [ 1 ] [ 2 ] |

## Mortes
| Data        | Nome                         | Profissão   | Nacionalidade       | Observações | Ref |
| ----------- | ---------------------------- | ----------- | ------------------- | ----------- | --- |
| 23 de abril | Alexandre Rodrigues Ferreira | naturalista | Portugal · (Brasil) | n. 1756     |     |

## Prémios
Medalha Copley
- David Brewster[2]